# Pella (Le Cap)
Pour les articles homonymes, voir Pella.
Pella est un village rattaché à la métropole du Cap en Afrique du Sud. Fondé dans les années 1830 comme mission des Frères moraves sur une ferme autrefois connu sous le nom de Kop van Groenrivier, le village dispose d'une agence postale appelée Katzenberg dont le nom vient souvent compléter celui de Pella pour distinguer le village de son homonyme situé dans la province du Cap-du-Nord.  

## Étymologie
Le nom du village fait référence à Tabaqat Fahil connu sous le nom de Pella dans l'antiquité. 

## Localisation
Pella est relativement isolé et est situé à 58 km au nord de la ville du Cap, à l'est de la route 304. 
A 23 km au nord de Philadelphia, Pella est traversé par une rue principale nommée Pella Road.

## Démographie
Le village de Pella comprend 1 681 résidents, essentiellement issus de la communauté coloured (97,32 %). Les bantous, population noire majoritaire en Afrique du Sud, représentent 1,67 % des habitants tandis que les blancs représentent 0,06 % des résidents.
La langue maternelle dominante au sein de la population est l'afrikaans (94,94 %) suivi de l'anglais sud-africain (3,03 %).

## Historique
Avant que les frères de la mission morave ne fondent Pella, la région est explorée par les soldats de la compagnie des Indes néerlandaises. En 1808, les missionnaires Kohrhammer et Schmitt fondent la mission morave à Mamre. Dans les années 1830, une autre mission est fondée à l'emplacement d'une ancienne ferme. En 1876, les registres officiels attestent de son existence sous le nom de Pella.

## Circonscriptions électorales
Le village de Pella se situe dans le 1er arrondissement du Cap (sub council 1) et dans la circonscription municipale no 29 (Avondale au sud de la N1, à l'est d'Avon Road et de Tierberg Crescent, au nord de la voie de chemin de fer à Monte Vista et à l'ouest de Toner North Street - Cape Farms District B - Malmesbury Farms - Mamre - Pella - Saxonsea - Sherwood - Wesfleur). Le conseiller municipal élu de cette circonscription est Cynthia Clayton (DA) .